# Wilhelm Sohn

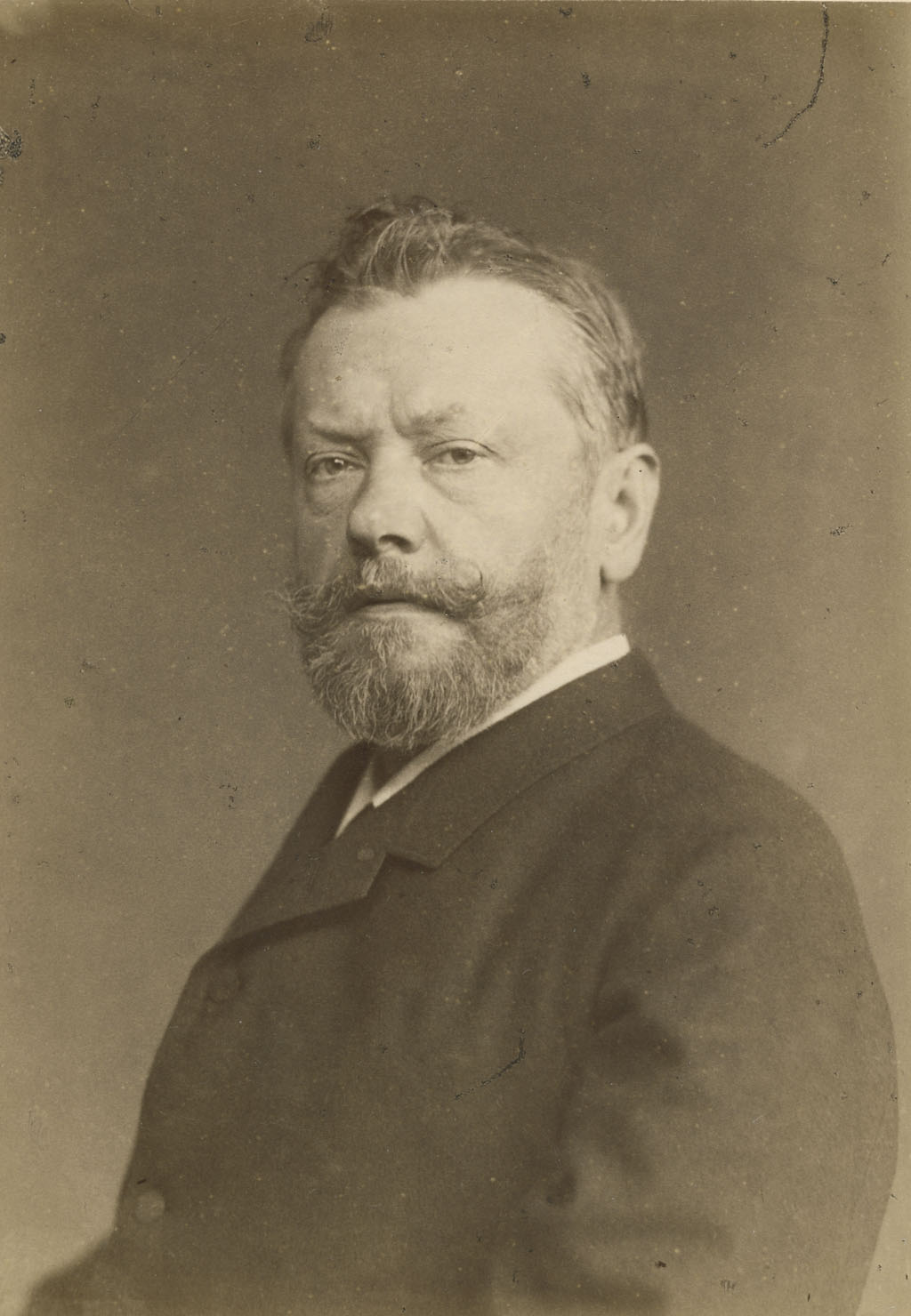
Wilhelm Sohn, Foto Constantin Luck, nach 1884

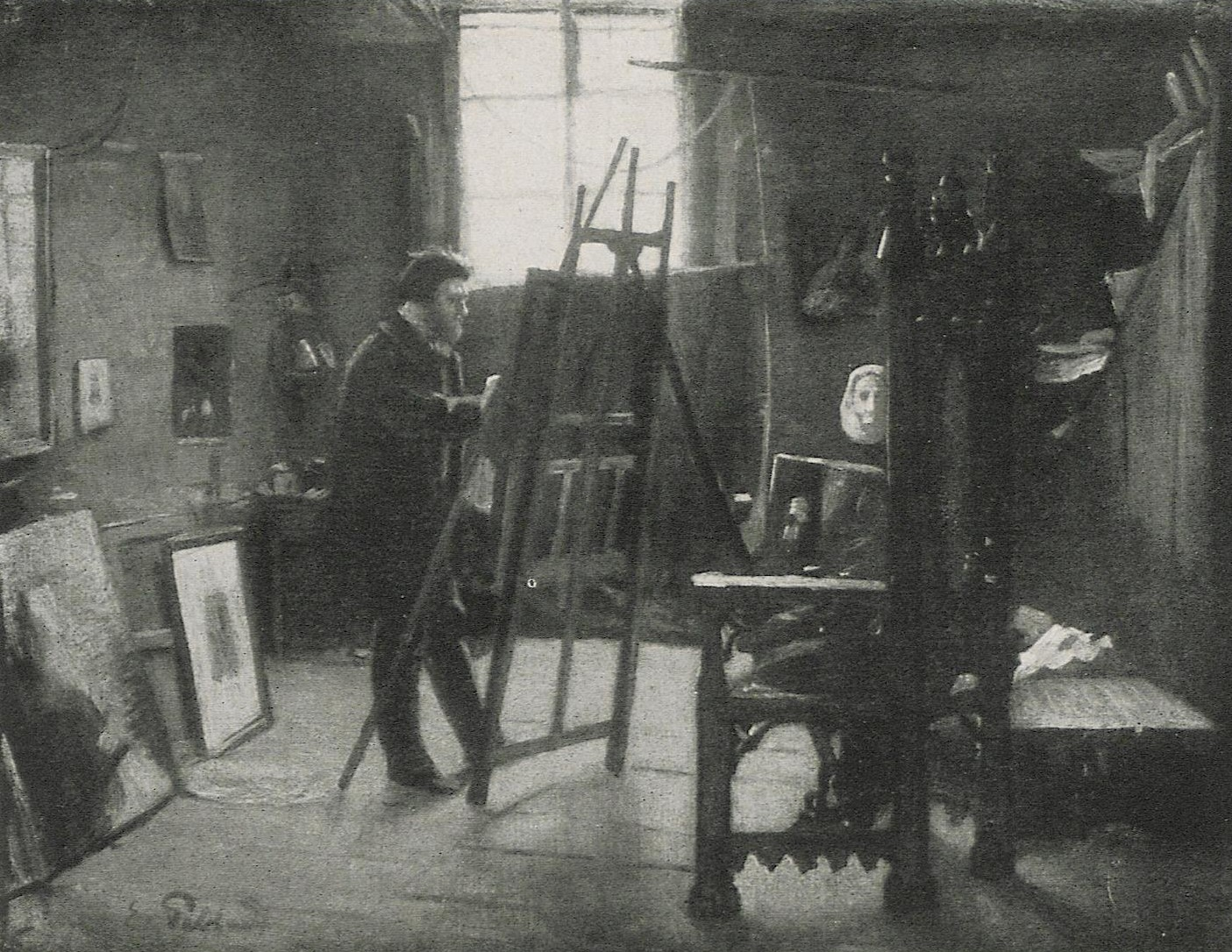
Eduard von Gebhardt: Der Maler Wilhelm Sohn in seinem Atelier, 1860

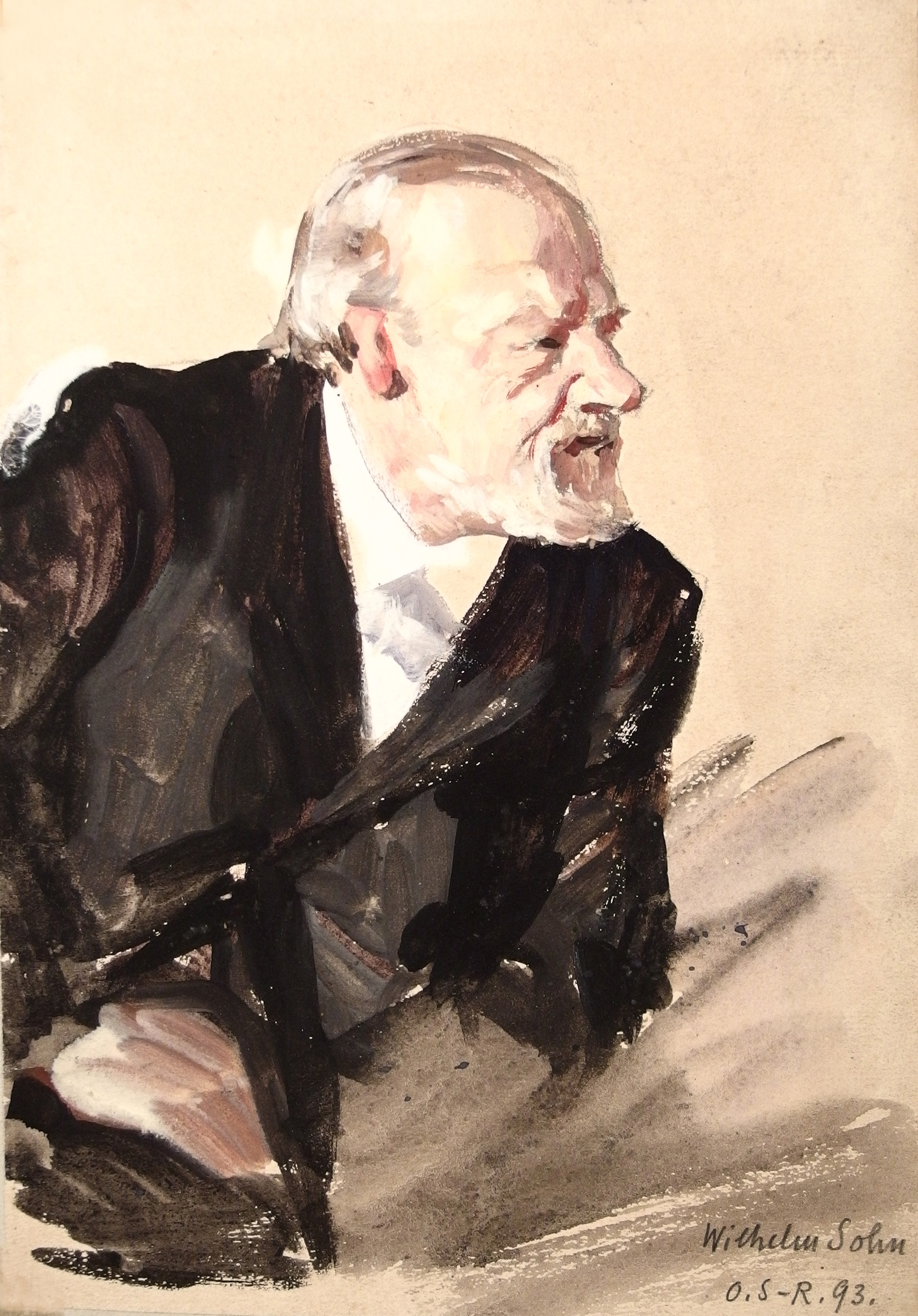
Wilhelm Sohn, gemalt von Otto Sohn-Rethel 1893

Johann August Wilhelm Sohn (* 29. August 1829 in Berlin; † 16. März 1899 in Pützchen bei Bonn) war ein deutscher Maler der Düsseldorfer Schule.

## Leben

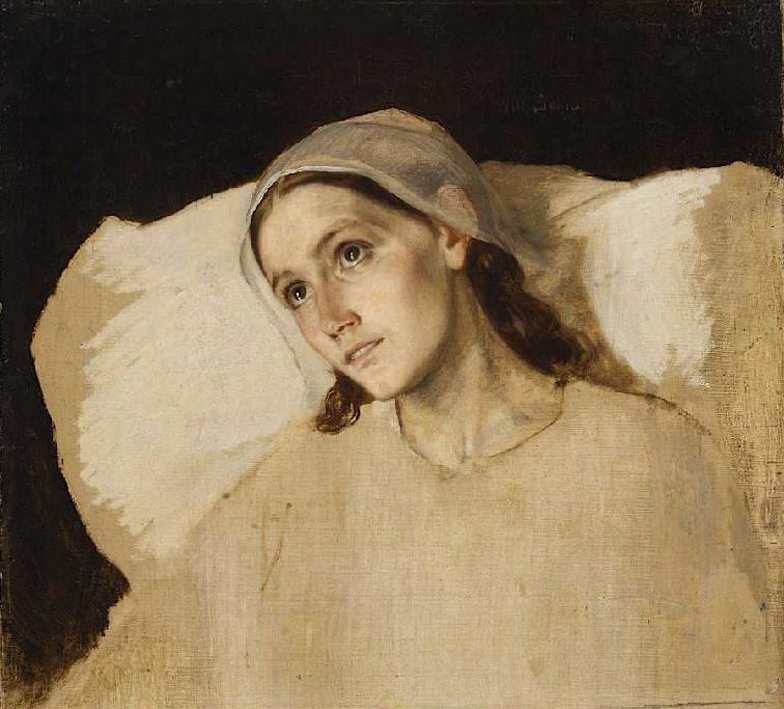
Das letzte Abendmahl (Studie), 1889

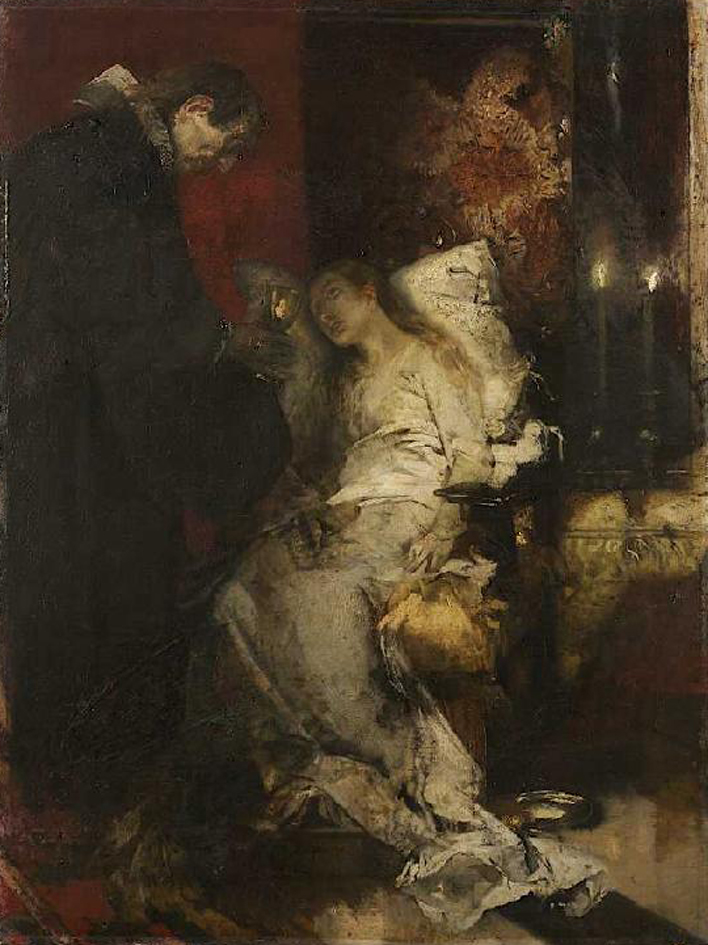
Studie zum Gemälde das letzte Abendmahl, 1891

Johann August Wilhelm Sohn, genannt Wilhelm, wurde im August 1829 in der Klosterstraße 53 in Berlin geboren. Die Eltern waren der Schuhmacher Carl Heinrich Sohn, älterer Bruder des Karl Ferdinand Sohn, und Charlotte Wilhelmine, eine geborene Garbe. 1847 ging er nach Düsseldorf und erhielt durch Rudolf Wiegmann, Theodor Hildebrandt, Friedrich Wilhelm von Schadow und seinem Onkel Karl Ferdinand Sohn seine Ausbildung, die er durch Reisen ergänzte.
Ganz im Sinne der Malerschule malte er zuerst religiöse Historienbilder, so das große Christus auf dem sturmbewegten Meere, das weder in der stumpfen braunen Farbe, noch in dem konventionellen Ausdruck der Figuren auch nur im Geringsten seine spätere Entwicklung vermuten ließ. Einige andere Bilder ähnlicher Art, z. B. ein unvollendet gebliebener Bonifacius, folgten, bis das Studium der niederländischen Kleinmeister einen plötzlichen Umschwung hervorbrachte, mit dem er sich der Genremalerei zuwandte.
Am 23. August 1861 heiratete Wilhelm Sohn die Tochter seines Onkels Karl Ferdinand Sohn, Sophie Emilie Sohn (1837–1885), genannt Emmy; so wurde der Onkel auch zum Schwiegervater.
In Abkehr von den idealisierenden und lebensfernen Historien des Schadow-Kreises, entwickelte sich im Zeichen des Vormärz der Revolution von 1848 eine starke Tendenz zur realistischen, dem Alltag zugewendeten Malerei. Doch erst nach der Abdankung Schadows 1859 konnte unter der Leitung von Wilhelm Sohn das Fach „Genre“ an der Kunstakademie Düsseldorf eingerichtet werden. Der Zeit entstammten eine Reihe von koloristisch epochemachenden Bildern: Die Gewissensfrage 1864, Die verschiedenen Lebenswege und vor allem sein Hauptbild Die Konsultation beim Rechtsanwalt 1866. 1874 wurde Wilhelm Sohn zum ersten Professor für Genremalerei an der Düsseldorfer Akademie benannt.
Infolge des Aufsehens, welches seine Gemälde machten, erhielt er den Auftrag, für die preußische Nationalgalerie ein großes Bild, die Abendmahlsfeier einer protestantischen Patrizierfamilie, zu malen. Aber Sohn war damals schon so sehr durch seine Lehrtätigkeit in Anspruch genommen, dass ihm nicht sowohl die Zeit, als vielmehr die künstlerische Konzentration fehlte, um das groß angelegte Bild zu vollenden.
Es war die Blütezeit der Genremalerei und das Wesen der sogenannten Sohnschen Schule war mit der Präzision der Kostümmalerei, der Farbenstimmung und des physiognomischen Ausdruckes berühmt. Seine Lehrtätigkeit und sein Einfluss reichen aber in viel frühere Zeit zurück, wie ihm auch die Professur schon 1867 nach dem Tode seines Onkels mütterlicherseits angeboten worden war. Neben seinen akademischen Klassen, für Bildnis- und Genremalerei und einer Meisterklasse, hat er noch eine stark besuchte Damenschule geleitet.
Sohn begnügte sich nämlich nicht damit, aus alten Bildern Kostüme zu entnehmen und sie seinen Gestalten umzuhängen, sondern er studierte das ganze Milieu der alten Zeit und mit einer Gewissenhaftigkeit, durfte kein Gewandstück, kein Möbel, kein Teppich aus dem Gesamtbild kostümgeschichtlich herausfallen, und wie Lawrence Alma-Tadema für gewisse Perioden des antiken Lebens archäologisch genaue Abbildungen geschaffen hatte, so sind die besten Bilder der Sohnchen Schule getreue Wiedergaben einer bestimmten Epoche der niederländischen Renaissance. Wichtiger als dieses kulturgeschichtliche Studium war die Sorgfalt, die von ihm der koloristischen Stimmung zugewandt wurde. Hier wurde der Gipfel jenes Kolorismus erreicht, der sich seit der Zeit der älteren Genremaler allmählich entwickelt hatte. Die Wirkung der verschiedenen Farben zueinander wurde zu einem förmlichen Studium erhoben, das auf dem Wege des Experiments zu möglichster Vollendung gebracht wurde. Das Bild war nicht mehr das Resultat einer rein künstlerischen intuitiven Farbenfreude, sondern der Niederschlag und Extrakt einer manchmal durch Jahre hindurch fortgesetzten Reihe von Versuchen durch Farben-, Detail- und Gesamtskizzen, in denen zuweilen die Elemente zu einem Dutzend Bildern vereinigt waren. Diese Art zu arbeiten war aber eine zu sehr individuelle, setzte ebensowohl eine eiserne, unermüdliche Geduld, wie ein fortwährendes Verzichtleisten auf das Gefundene voraus, das immer wieder einem zuweilen nur angeblich Besseren geopfert wurde, als dass sie auf die Dauer viele freiwillige und originelle Anhänger hätte finden können.
Die Bedeutung Wilhelm Sohns als Kolorist und seine Stellung innerhalb seiner Zeitgenossen stehen in der neuen Kunstgeschichte wohl einzig da. Ohne selbst mehr wie einige wenige Bilder vollendet zu haben, ist Sohn auf kaum ein einziges Bild, das innerhalb einer gewissen Zeit in Düsseldorf entstand, auf kaum einen einzigen Künstler ganz ohne Einfluss geblieben. Er war zum Ratgeber gewissermaßen prädestiniert und sein eigenes Schaffen hat darunter so sehr gelitten, dass er die letzten 25 Jahre seines Lebens fast nichts mehr produziert hatte. Aber es war keineswegs eine Übertreibung, wenn er selbst gelegentlich sagte, er habe nicht, wie die Anderen, an einem Bilde zu arbeiten, sondern an einem ganzen Dutzend.
1874 begann Sohn mit der Darstellung des letzten Abendmahls einer jungen Frau und ihrer letzten Segnung, die „Abendmahlsfeier“. An dieser Auftragsarbeit malte er über Jahre, teils in seinem Atelier im „Wunderbau“ in der Pempelforter Straße, trotzdem blieb es unvollendet. 1885 starb seine Frau Emmy bei einem gemeinsamen Abendspaziergang an einem Schlaganfall. Eduard von Gebhardt, Wilhelm Sohns bester Freund, ehemaliger Schüler und auch Nachbar, fertigte ein Bild der Verstorbenen, welche in der Wohnung auf der Rosenstraße 43 wie schlafend wirkend lag. Die Studie des Kopfes einer Todkranken von 1889 scheint dem Antlitz seiner verstorbenen Frau Emilie zu ähneln.
Im Juli 1895 ging Wilhelm Sohn in den Ruhestand und Claus-Meyer wurde Sohns Nachfolger an der Akademie.
Wilhelm Sohn war an einem Gehirnleiden erkrankt, welche schließlich seine Kraft vollständig lähmte, und er kam in die bei Bonn gelegene Heilanstalt Pützchen („Dr. Gudden’sche Heilanstalt für Nerven- und Gemütskranke“), wo er im März 1899 nach einem mehrmonatigen Aufenthalt verstarb.

## Lehrtätigkeit
Der Hauptgrund seiner als eigentümlich bezeichneten künstlerischen Tätigkeit und Lehre beruhte wohl auf einer besonderen Aufnahmefähigkeit und einem enormen Auffassungsvermögen. Diese Eigenschaften befähigten Sohn, alles, was er bei den älteren Meistern fand und auch, was damals in München oder Paris an neuen Moden oder Richtungen aufkam, in sich aufzunehmen, das Beste daraus zu erkennen und zu seinen Zwecken zu verarbeiten. Sein oft gerühmtes Gedächtnis hielt alle diese Dinge fest und wurde so im Laufe der Jahre gewissermaßen ein Kompendium all dessen, was in der koloristischen Malerei jemals geleistet worden war. Dieses Wissen und sein gesteigertes eigenes Farbengefühl ließen Sohn mit absoluter Sicherheit erkennen und entscheiden, was in irgendeinem Bild an irgendeiner Stelle für eine Farbe oder für Ton angewandt werden müsse, um jene blendende, farbige und dabei harmonische Wirkung zu erreichen, für die man damals den Namen „Bouquet“ erfand. Und so kam es, dass bald überhaupt kein Bild innerhalb des Kreises der jungen Maler vollendet wurde, dessen koloristische Lösungen Sohn nicht angegeben hatte oder zu dem er nicht geraten und durch seinen Rat gewissermaßen das Placet gegeben hatte.
Sein Ruf hatte sich schon früh verbreitet, sogar schon zu einer Zeit, als Sohn seine koloristische Begabung selbst noch nicht entdeckt hatte. Sonderbarerweise war es ein Karton zu einem Barbarossa im Kyffhäuser gewesen, der ihn berühmt gemacht und ihm die ersten Schüler, vor allem Albert Baur, zugeführt hatte. Sohns Eintritt in die Akademie 1874 schien für diese den Anfang einer neuen Epoche zu bedeuten. Der große und dauernde Aufschwung, den die Akademie in der Tat sehr bald nahm, ist aber nicht Sohn allein zu verdanken, denn die Tätigkeit Sohns, der im Anfang ja allerdings die Genremalerei der Düsseldorfer Malerschule einen bedeutenden Fortschritt und eine Reihe neuer Gesichtspunkte, die Ausbildung einiger wirklich bedeutenden Künstler verdankte, wurde bald sehr einseitig. Je mehr Sohn wusste, je sicherer er die Prinzipien der alten Meister in Bildwirkung umzusetzen wusste, je berühmter die Bilder seiner Schule wurden, desto unselbständiger mussten seine Schüler werden. Man fing an, auf die Äußerlichkeiten allzu viel Wert zu legen, an ihnen hängen zu bleiben. Und wie aus der Historie das Genrebild geworden war, so wurde allmählich aus dem Genrebild sozusagen ein Stillleben, ein Stillleben mit immer geringer werdendem Intellekt. Was sich lernen ließ, wurde eben gelernt und gemalt.
Interieurs und Kostüme, Kulturgeschichte und Tonwirkung, aber das, was Sohns höchste künstlerischen Errungenschaften waren, die Erkenntnis der geschlossenen koloristischen Bildwirkung und die Wiedergabe des seelischen Ausdrucks, die eben beide eine wirkliche hervorragende künstlerische Individualität verlangten, das ging in diesem hohen Maße eigentlich nur auf einen einzigen der Sohnschüler über bzw. wurde von ihm weiter entwickelt. Dieser Schüler, Eduard von Gebhardt, sollte später denn auch in der Entwicklung der Düsseldorfer Kunst seine besondere Stellung einnehmen. So manche von den späteren Sohnschülern aber blieben in den genannten Dingen, die schließlich doch nur Äußerlichkeiten sind, hängen.

## Werke

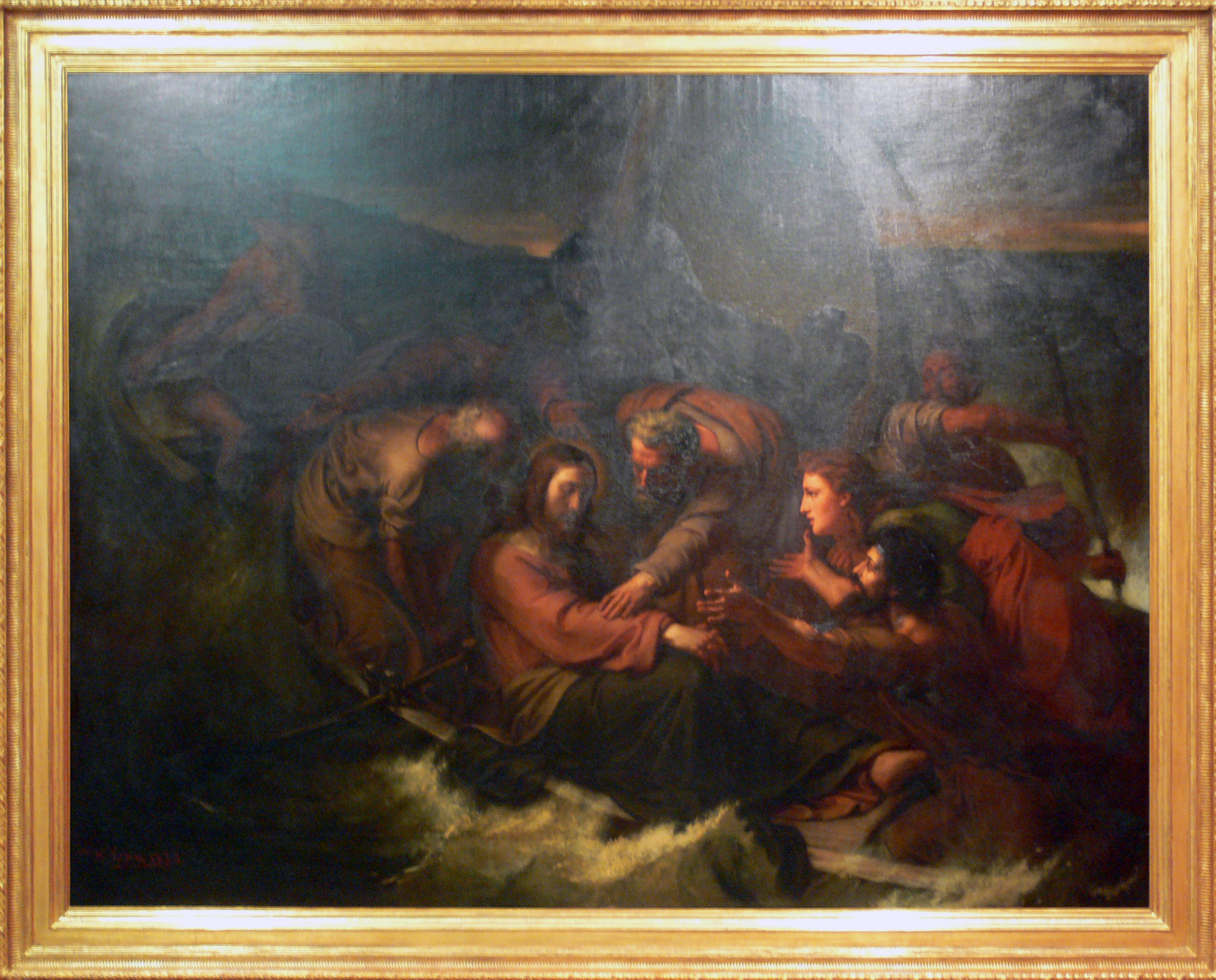
Jesus und die Jünger auf stürmischer See, 1853

Karl Rudolf Sohn als junger Mann, Gemälde von Wilhelm Sohn, 1858, zuletzt gezeigt in der Schau Kinderbildnisse aus drei Jahrhunderten, 17., 18. und 19. Jahrhundert in der Alten Kunsthalle Düsseldorf, 1937

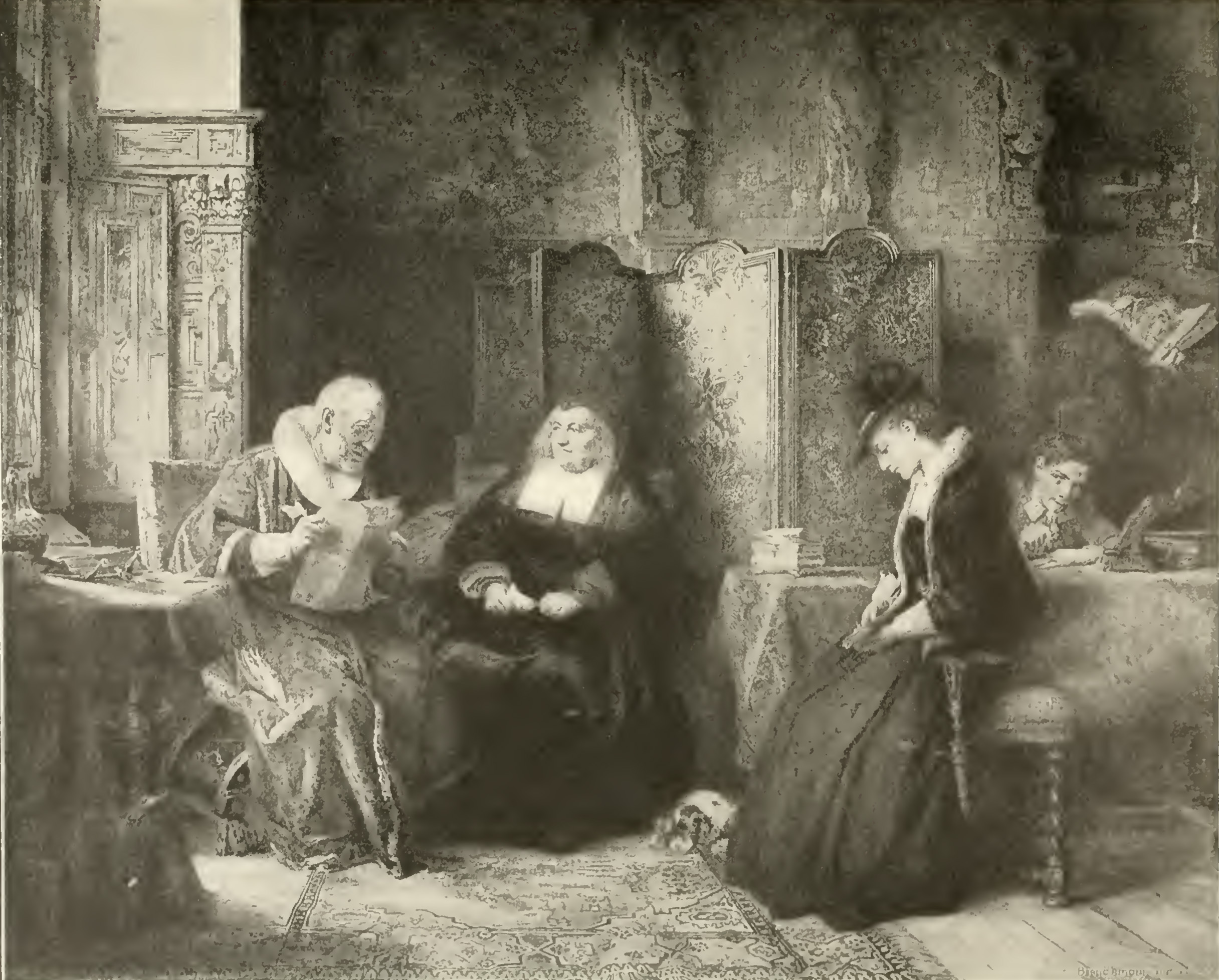
Die Konsultation beim Rechtsanwalt, 1866

- Barbarossa im Zauberschlafe (Barbarossa im Kyffhäuser), 1850, Verbleib unbekannt
- Der Tod Abels, Zeichnung, 1851, im Schadow-Albums.[8]
- Jesus und die Jünger auf stürmischer See, 1853, Museum Kunstpalast, Düsseldorf. 23-jährig debütierte Sohn mit diesem großen Historienbild, Jesus schlafend inmitten seiner Jünger darstellend.
- Christus am Ölberg, 1855, Altarbild in der Friedenskirche zu Jauer in Schlesien. Die ausgewählte Skizze wurde noch vorher bei Schulte ausgestellt.[9]
- Genoveva, 1856
- Junge Bettlerin, 1860, Staatliche Kunstsammlungen Dresden, Gemäldegalerie Neue Meister[10]
- Brustbild einer jungen Dame, 1860
- Verschiedenen Lebenswege
- Gewissensfrage, 1864, Galerie zu Karlsruhe
- Die Konsultation beim Rechtsanwalt, 1866, Museum in Leipzig. Wilhelm Wolfsohn schreibt über dieses Bild 1866: „Neben den Gemälden, die ich damals hervorhob, fesselt eine ‚Consultalion bei dem Advocaten‘ von Wilhelm Sohn, im Stil des 17. Jahrhunderts, die Aufmerksamkeit. Die Figuren sind von großer, ergreifender Wahrheit: eine alte Dame, die sich bei einem Advocaten in einer Erbschaftsangclegenheit Bescheid erbittet, aber nicht den erhält, den sie wünscht. Ungewiß bleibt der Zusammenhang, in dem ein junges, schwarzgekleidetes Mädchen mit lieblichem verschämten Gesicht, im Vordergrund sitzend, zu der Gruppe der beiden Alten steht. Die feine, sorgfältige Behandlung erinnert an die besten Niederländer; ist der Künstler auch noch nicht zur vollkommenen Freiheit und Beherrschung der Technik vorgedrungen, so offenbart sich doch in der Composition, dem Ausdruck der Gesichter, der Malweise ein außerordentliches Talent.“
- Im Salon
- Junge Frau am Fenster
- Mädchen am Spinnrad, 1880
- Orientalische Straßenszene mit Moschee, Minarett und Händlern auf einem Vorplatz, 1885
- Abendmahlsfeier
- Das letzte Abendmahl, 1874/1895, Staatliche Museen zu Berlin, Nationalgalerie[11]

## Schüler (Auswahl)
- Ernst Anders, 1868–1872 Privatschüler
- Rudolf Barthelmess
- Albert Baur, 1854 Privatschüler
- Agnes Börjesson, 1868–1871 Privatschülerin
- Christian Ludwig Bokelmann, um 1871 Privatschüler
- Paul Brandenburg, Oktober 1890 Eintritt Meisterklasse
- Gustav Bregenzer
- Alphons von Cramer, bis 1872 Privatschüler
- Hugo Crola
- Hans Dahl
- Gottfried Eckhardt, Oktober 1889 Eintritt Meisterklasse
- Aloys Fellmann
- Robert Forell
- Ernestine Friedrichsen, Privatschülerin
- Eduard Gebhardt, um 1860 Privatschüler
- Hermann Grimm, Oktober 1892 Eintritt Meisterklasse
- Clara Grosch, Privatschülerin
- Otto Heichert, Januar 1891 Eintritt Meisterklasse
- Carl Hertel, 1858–1864 Privatschüler
- Harry Jochmus
- Conrad Kiesel
- Otto Kirberg
- Eduard Heinrich Knackfuss
- Julia Koppers, Privatschülerin
- Karl Bennewitz von Loefen der Jüngere
- Margarete Loewe, 1873–1882 Privatschülerin
- Carl Julius Lorck, 1852 Privatschüler
- Maria Lübbes, Privatschülerin
- Edmund Massau
- Sophie Meyer, Privatschülerin
- Paula Monjé, Privatschülerin
- Heinrich Mosler-Pallenberg
- Ella Moss, 1870 Privatschülerin
- Karl Mücke, Privatschüler
- Fritz Neuhaus
- Gabriel Nicolet
- Ludwig Noster
- Henrik Nordenberg
- Heinrich Ludwig Philippi
- Christian Pieper
- Eugen Pratje
- Ernest Preyer, 1874–1877 Privatschüler
- Paul Preyer
- Theodor Rocholl
- Friedrich Schaarschmidt
- Horace de Saussure
- Joseph Scheurenberg, Privatschüler
- Fritz Schnitzler
- Franz Schultze
- Emil Schwabe
- Heinrich Schwiering, Oktober 1888 Eintritt Meisterklasse
- Émile Seeldrayers
- William August Shade
- Henri Snykens
- Carl Söhn
- Karl Rudolf Sohn, Privatschüler
- Carl Axel Ambjörn Sparre, 1876–1878 Privatschüler
- Robert von Steiger
- Emil Strecker
- Adolph Claudius Tidemand
- Ernst Friedrich Tode
- Max Todt, Privatschüler
- Marie Tscheuschner, Privatschülerin
- Frederick Vezin
- Hugo Vogel
- Max Wislicenus